# Face book
Face book (česky doslovně kniha tváří či kniha obličejů) je seznam žáků na dané univerzitě v USA. Tento tištěný seznam se dříve rozdával novým žákům prvního ročníku, aby se seznámili s ostatními studenty a učiteli. Další seznamy existovaly na internetu, ale žádný z nich nebyl úplný.[zdroj⁠?!]

## Historie
V roce 2003 Mark Zuckerberg, který byl tehdy v druhém ročníku, řekl v Harvardském časopisu Crimson: "Všichni hodně mluví o vytvoření univerzálního seznamu žáků Harvardu… ale myslím si že je to hloupé, že by to trvalo univerzitě několik let se k tomu dostat. Můžu to udělat lépe a to za jeden týden". Univerzita Harvard se v té době snažila tento seznam vytvořit, ale měla problémy s protekcí soukromí a autorského práva.
Na začátku roku 2004 vytvořil Zuckerberg stránku a názvem "thefacebook.com", který byl předchůdcem facebook.com. Zuckerberg předtím vytvořil jiné stránky - "www.facemash.com", na kterých použil informace a fotky bez vědomí jak školy, tak žáků. Na nich uživatelé klasifikovali přitažlivost.